# Мокорнулк
Мо́корну́лк (эст. Mokornulk), также Мо́кролу́га (эст. Mokroluga nulk) и Моколу́ва — один из 12 нулков исторической области Сетумаа, на юго-востоке современной Эстонии.

## География
Расположен на территории волости Сетомаа уезда Вырумаа.

## История
Впервые упомянут в 1652 году в записях Псково-Печерского монастыря как приказ (въ приказѣ Мокролускомъ). В письменных источниках 1897 года упоминается Mokoluva nulk, 1903 года — Mokolowa nulgah, Mokorloga nulk, Мокролугъ, 1904 года — Mokroluga nulk, Mokoluva nulk.
Согласно записям Якоба Хурта от 1903 года, в конце XIX века нулк охватывал северо-западную часть позднейшей волости Меремяэ, территорию между рекой Пиуза и ручьём Тухквитса (Туховка).

## Населённые пункты
В состав Мокорнулка входят деревни Анткрува (русское название — Андрюково), Васла (Грихнево), Игнасы (Игнашово), Казакова (Казаково, Красиково), Киксова (Кикишево), Клистина (Глистихино), Кыыру (Подчерняево), Линдси (Займище), Мартсина (Мартышихино), Мелсо (Тереховщино), Мику (Оглоблино), Навикы (Новинки), Обинитса (Овинчище), Рокина (Ройкино), Талка (Толстопятово, Тилька), Тэдре (Гигино), Тяэглова (Дяглово), Хилана (Филоново Гора), Хярмя (Горемыкино), Юуза (Заднее Церковно).

## Число жителей

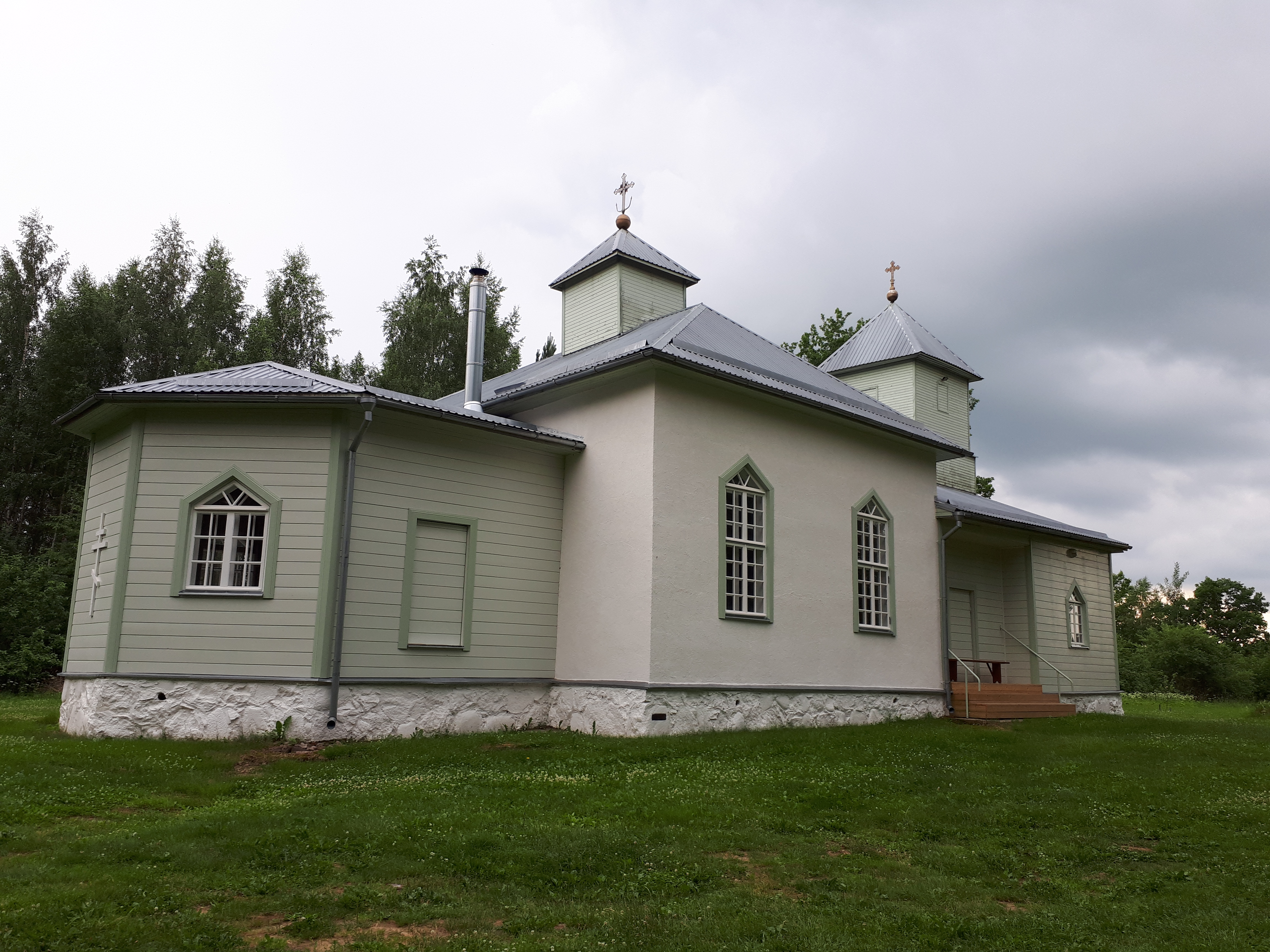
Православная церковь в Обинице

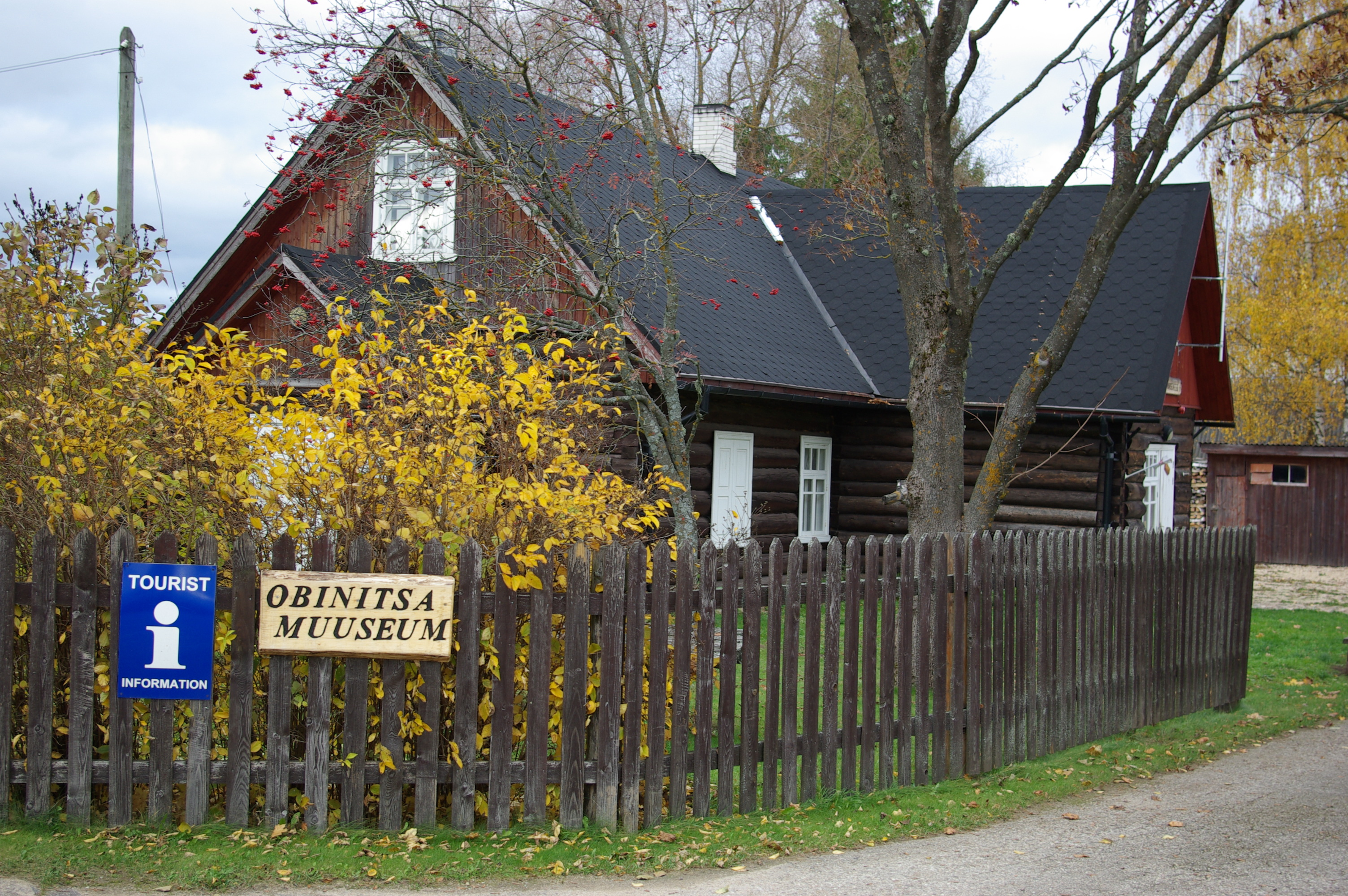
Народная изба сету в музее Обиницы

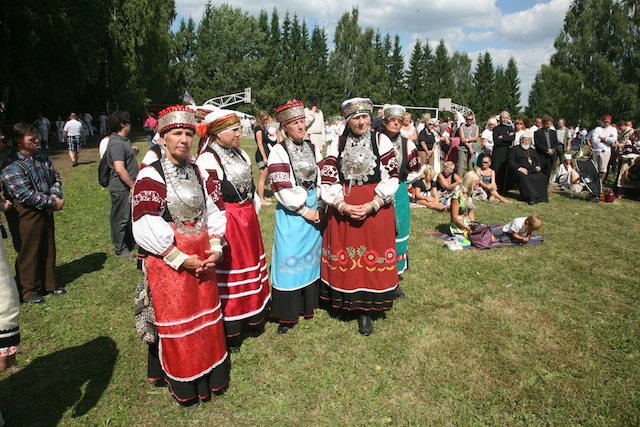
XVIII Дни сетуской культуры в Обинице (2011 г.)

Число жителей деревень Мокорнулка по данным переписей населения СССР, переписи населения 2000 года, переписи населения 2011 года и по данным волостной управы Сетомаа по состоянию на 7 сентября 2021 года:
| Деревня  | 15.01.1959 | 15.01.1970 | 17.01.1979 | 19.01.1989 | 31.03.2000 | 31.12.2011 | 07.09.2021 |
| -------- | ---------- | ---------- | ---------- | ---------- | ---------- | ---------- | ---------- |
| Анткрува | 44         | 19         | 40         | 41         | 8          | 5          | 7          |
| Васла    | 50         | 41         | .*         | .*         | 14         | 7          | 8          |
| Игнасы   | 25         | 9          | .*         | .*         | 2          | 6          | 1          |
| Казакова | 8          | 3          | .*         | .*         | 4          | 3          | 1          |
| Киксова  | 39         | 27         | 30         | 17         | 15         | 8          | 9          |
| Клистина | 11         | 8          | .*         | .*         | 1          | 1          | 2          |
| Кыыру    | 40         | 26         | .*         | .*         | 13         | 9          | 3          |
| Линдси   | 37         | 20         | .*         | .*         | 8          | 6          | 5          |
| Мартсина | 14         | 10         | .*         | .*         | 6          | 4          | 3          |
| Мелсо    | 16         | 16         | .*         | .*         | 5          | 9          | 4          |
| Мику     | 27         | 20         | .*         | .*         | 11         | 6          | 11         |
| Навикы   | 52         | 25         | .*         | .*         | 10         | 6          | 8          |
| Обинитса | 147        | 207        | 294        | 321        | 240        | 135        | 151        |
| Рокина   | 47         | 45         | 48         | 13         | 22         | 14         | 16         |
| Талка    | 31         | 20         | .*         | .*         | 19         | 12         | 9          |
| Тэдре    | 12         | 6          | 38         | 27         | 3          | 1          | 3          |
| Тяэглова | 90         | 46         | 38         | 27         | 25         | 10         | 15         |
| Хилана   | 40         | 19         | 68         | 31         | 5          | 6          | 6          |
| Хярмя    | 25         | 14         | 43         | 29         | 9          | 6          | 7          |
| Юуза     | 9          | 6          | .*         | .*         | 0          | 5          | 7          |
| ВСЕГО    | 764        | 587        | 561        | 479        | 420        | 259        | 276        |

* После административно-территориальной реформы 1977 года до 1997 года входят в состав других деревень.

## Происхождение топонима
Простейшим объяснением происхождения названия нулка является словосочетание «мокрый луг» (в записях Якоба Хурта говорится, что, по сравнению с другими районами, где земля содержит больше песка или гравия, поверхность земли этого нулка из-за вязкости дольше остаётся влажной), однако этим трудно объяснить такие названия, как Моколува (Mokoluva) и Моколука (Mokoluka).
Название Мокорнулк может происходить от личного имени Макар или Мокей.
Языковед Тартуского университета Анжелика Штейнгольде утверждает, что топоним имеет неславянское происхождение; например, в Карелии есть топоним Мокровары (старин. Мокрая варака, фин. Märkävaara).
В северо-восточной Словакии, на территории проживания русинов, есть деревня Мокролух.